# Uroxys besti
Uroxys besti är en skalbaggsart som beskrevs av Brett C.Ratcliffe 1980. Uroxys besti ingår i släktet Uroxys och familjen bladhorningar. Inga underarter finns listade i Catalogue of Life.